# Guzheng

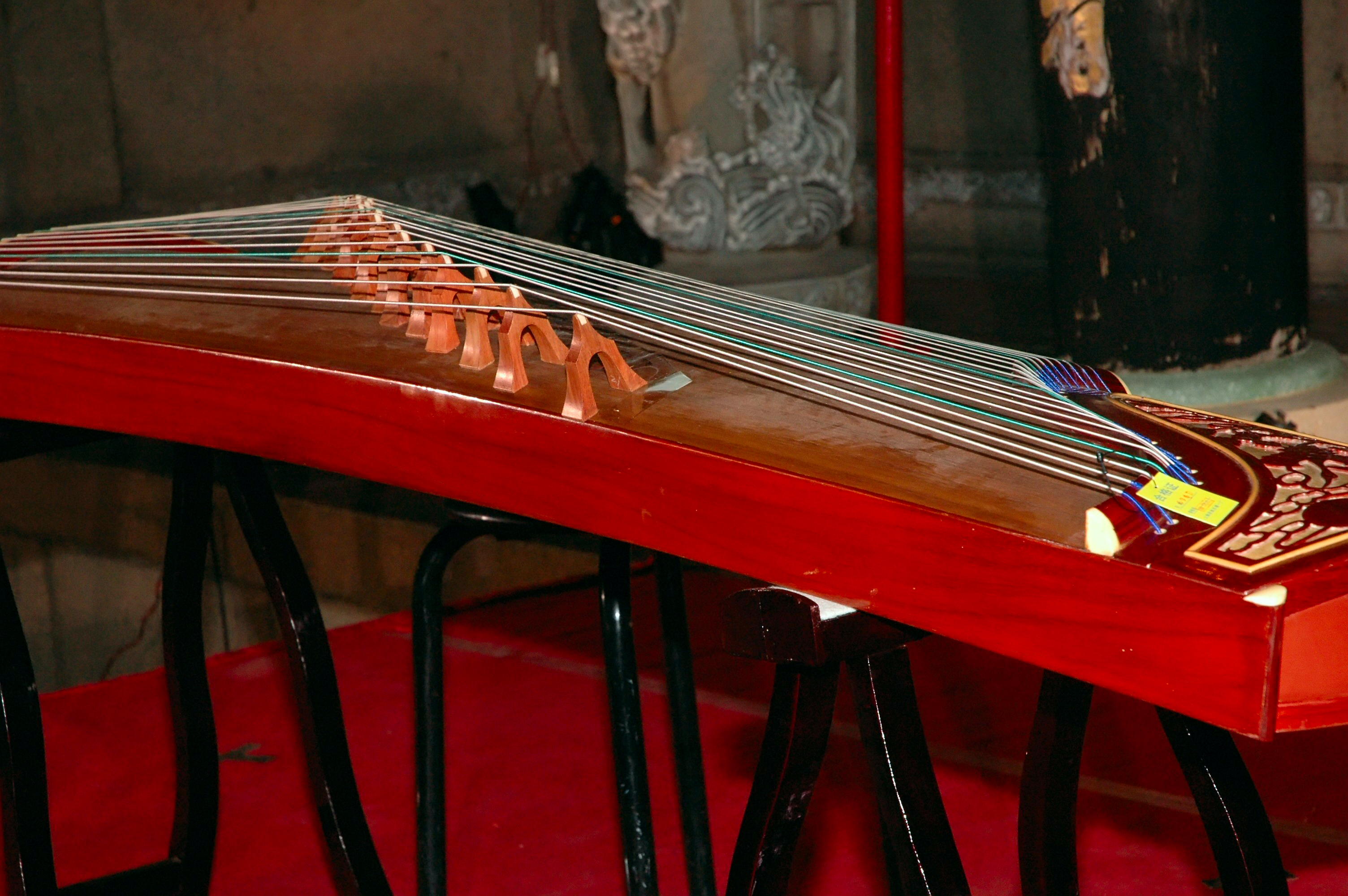
Nowoczesny guzheng

Guzheng (chiń. 古箏, pinyin: gǔzhēng), chińska cytra – chiński instrument szarpany przypominający cytrę. Od niego pochodzi japoński instrument koto.

## Historia
Wczesne rodzaje guzheng pojawiły w okresie Okresie Walczących Królestw (475 do 221 p.n.e.), w dużej mierze pod wpływem se. W okresie panowania dynastii Tang guzheng był prawdopodobnie najczęściej używanym w Chinach instrumentem.

## Wygląd i gra
Instrument ma drewniane pudło rezonansowe, liczba strun waha się od 21 do 25. Tradycyjnie struny wykonywano z jedwabiu, lecz współcześni muzycy używają raczej strun metalowych: stalowych dla wysokich rejestrów i stalowych z miedzianą owijką dla basowych.
Na instrumencie można grać rozmaitymi sposobami, najczęściej lewa ręka reguluje napięcie struny, a prawa szarpie je, wydobywając dźwięk. Niektórzy wykonawcy używają plektronów w formie nasadki na palce.